# Ballino
Ballino è una frazione del comune di Fiavé, in provincia di Trento.

## Geografia fisica
Il paese di Ballino è situato in una piccola valle posta tra il Monte Cogorna (1850 m s.l.m.) ad ovest ed il Monte Misone (1803 m) ad est, che è attraversata dal rio Ruza e dal rio Secco (rì Sec), i quali terminano entrambi nel lago di Tenno, posto pochi chilometri a sud dell'abitato. Il borgo è situato a circa 5 km dal capoluogo comunale e a 40 km da Trento. Intorno al paese si sviluppano le borgate di Castìl, nota per la presenza della grotta Camerona; Sajant, per l'omonima cascata; e Laghisoi, dove sono situati gli omonimi laghi. Il paese dà il nome all'intero valico alpino (Passo del Ballino) che unisce Ponte Arche a nord con Riva del Garda a sud.

## Storia
Il paese è noto sin dall'epoca medievale, come testimonia la presenza dell'antica chiesa trecentesca, e qui era posizionato il dazio per il controllo dei commerci. La prima Carta di Regola  del paese risale al 1794. Da sempre, data la sua posizione, il luogo è stato frequentato da viandanti e viaggiatori e qui sorgeva una nota osteria - ancora visibile nel grosso edificio all'ingresso del paese a nord - nella quale lavorò, come famei dell'oste Marco Zanini, anche Andreas Hofer, patriota tirolese, tra il 1785 e il 1788, al quale nel 2009 è stata intitolata la piazza principale del paese.

## Monumento e luoghi d'interesse

### Architetture religiose
- Chiesa di Santa Lucia, posta nella piazza principale del paese e risalente al XIV secolo, appare sostanzialmente modificata da ristrutturazioni avvenute nel corso del XVI secolo è tuttavia ancora riconducibile al periodo medievale buona parte del campanile che si erge sul lato sinistro della chiesa. All'interno, la navata unica presenta arcate a crociera, i marmi dell'altare laterale dedicato alla Madonna provengono dall'antica chiesa cinquecentesca di Magasa inoltre sono presenti alcune opere artistiche di pregio: un'acquasantiera e un fonte battesimale del XVII secolo, una settecentesca via Crucis, un affresco medievale raffigurante santa Lucia e la pala ad olio con la Madonna col Bambino tra i santi Lucia ed Antonio abate.[4][5]

### Aree naturali
- Cascata Sajant[6], suggestiva cascata di 35 metri posizionata a 1 000 metri di altitudine nell'omonima località ad ovest di Ballino, sul versante orientale del Monte Cogorna.[4]

- Grotta Camerona[7], situata in località Castìl, poco distante da Ballino a 893 metri di altitudine sul lato occidentale del Monte Misone, si presenta come un grosso antro profondo circa 70 metri, con ingresso di 20 metri di larghezza e 12 metri di altezza. È una meta del territorio molto nota dagli escursionisti.[8]

## Infrastrutture e trasporti
Il paese è attraversato dalla strada statale 421 dei Laghi di Molveno e Tenno, che ha origine a Vigo d'Anaunia, frazione di Ton, e termina a Riva del Garda innestandosi nella strada statale 45 bis Gardesana Occidentale.